# Sportovní Klub Slavia Praha 2001-2002
Questa voce raccoglie le informazioni riguardanti lo Sportovní Klub Slavia Praha nelle competizioni ufficiali della stagione 2001-2002.

## Stagione
Mai in lotta per il campionato, la società chiude il torneo al quinto posto a 47 punti, peggior risultato storico per lo Slavia Praga da quando esiste la formula a tre punti, sia in termini di posizione di classifica sia come quantità di punti raccolti durante il campionato.
In Coppa, i biancorossi estromettono Tábor (0-4), Prachatice (0-2), FC Hradec Králové (3-0), Slovan Liberec (2-1), Football Club Baník Ostrava (1-0) e in finale i rivali dello Sparta Praga per 2-1, vincendo il trofeo.
In Europa sono eliminati subito sia in Champions (3-1 dal Panathīnaïkos) sia in Coppa UEFA (2-1 dal Servette).

## Calciomercato[1]
Vengono ceduti Skacel (FK Drnovice), Lerch, Tchuř (Mladá Boleslav), Hysky (alla Dinamo Mosca per € 0,2 milioni), Kalivoda (FK Chmel Blšany), Krištofík, Ulich (al Borussia Mönchengladbach per € 1 milione), nell'agosto 2001 Skala (Teplice) e nel gennaio 2002 Kozel (Újpest), Sedlacek (Hradec Kralove) e Lička (Chmel Blsany).
Vengono acquistati Franěk, Hrdlička, Novotný (Sparta Praga), Gedeon (Chmel Blsany), Skácel (dal Hradec Kralove in cambio di € 450.000), Stiburek e nel gennaio 2002 Piták (dal Hradec Kralove in cambio di € 375.000) e Vachoušek (dal Teplice in cambio di € 1,1 milioni).

## Rosa
| N. |                       | Ruolo | Calciatore        |
| -- | --------------------- | ----- | ----------------- |
| 1  | Rep. Ceca (bandiera)  | P     | Radek Černý       |
| 33 | Rep. Ceca (bandiera)  | P     | Martin Franěk     |
| 20 | Rep. Ceca (bandiera)  | P     | Michal Václavík   |
| 4  | Rep. Ceca (bandiera)  | D     | Lukáš Došek       |
| 17 | Rep. Ceca (bandiera)  | D     | Adam Petrouš      |
| 22 | Rep. Ceca (bandiera)  | D     | Tomáš Hrdlička    |
| 26 | Rep. Ceca (bandiera)  | D     | Martin Müller     |
| 2  | Rep. Ceca (bandiera)  | D     | Luboš Kozel       |
| 3  | Rep. Ceca (bandiera)  | D     | Jan Suchopárek    |
| 19 | Slovenia (bandiera)   | D     | Goran Sankovič    |
| 14 | Montenegro (bandiera) | D     | Darko Suskavcević |
| 10 | Rep. Ceca (bandiera)  | C     | Richard Dostálek  |

| N. |                       | Ruolo | Calciatore       |
| -- | --------------------- | ----- | ---------------- |
| 11 | Rep. Ceca (bandiera)  | C     | Rudi Skácel      |
| 7  | Rep. Ceca (bandiera)  | C     | Patrick Gedeon   |
| 23 | Rep. Ceca (bandiera)  | C     | Karel Piták      |
| 27 | Rep. Ceca (bandiera)  | C     | Štěpán Vachoušek |
| 28 | Slovacchia (bandiera) | C     | Ján Kozák        |
| 29 | Rep. Ceca (bandiera)  | C     | Tomáš Kuchař     |
| 13 | Rep. Ceca (bandiera)  | C     | Filip Stiburek   |
| 30 | Rep. Ceca (bandiera)  | A     | Petr Švancara    |
| 5  | Rep. Ceca (bandiera)  | A     | Tomáš Došek      |
| 21 | Rep. Ceca (bandiera)  | A     | Pavel Kuka       |
| 9  | Rep. Ceca (bandiera)  | A     | Luděk Zelenka    |